# Сіобан Ніколсон
Сіобан Ніколсон (нар. 11 червня 1966) — колишня ірландська тенісистка.
Найвищу одиночну позицію світового рейтингу — 259 місце досягла 16 листопада 1992, парну — 309 місце — 15 липня 1991 року.
Здобула 3 одиночні та 4 парні титули.

## Фінали ITF
| Легенда         |
| --------------- |
| Турніри $25,000 |
| Турніри $10,000 |

### Одиночний розряд: 5 (3–2)
| Результат | Ранг | Дата              | Турнір                          | Покриття | Суперниця         | Рахунок       |
| --------- | ---- | ----------------- | ------------------------------- | -------- | ----------------- | ------------- |
| Перемога  | 1.   | 12 червня 1988    | Alvor, Португалія               | Ґрунт    | Nicole Polasek    | 6–3, 6–2      |
| Перемога  | 2.   | 19 червня 1988    | Мадейра (архіпелаг), Португалія | Тверде   | Теміс Замбржицькі | 1–6, 6–4, 8–6 |
| Перемога  | 3.   | 5 травня 1991     | Бейзінгстоук, Велика Британія   | Тверде   | Керолайн Гант     | 6–2, 6–1      |
| Поразка   | 1.   | 24 листопада 1991 | ITF Okada, Нігерія              | Тверде   | Аурора Джима      | 1–6, 3–6      |
| Поразка   | 2.   | 5 квітня 1992     | Віндгук, Намібія                | Тверде   | Сара Бентлі       | 2–6, 3–6      |

### Парний розряд: 6 (4–2)
| Результат | Ранг | Дата             | Турнір              | Покриття | Партнерка         | Суперниці                        | Рахунок       |
| --------- | ---- | ---------------- | ------------------- | -------- | ----------------- | -------------------------------- | ------------- |
| Перемога  | 1.   | 12 червня 1988   | Alvor, Португалія   | Ґрунт    | Nicole Polasek    | Leisa Dunn Колетте Селі          | 6–2, 6–3      |
| Поразка   | 1.   | 19 серпня 1990   | Чатам, США          | Тверде   | Кірстен Дреєр     | Кеті Фоксворт Шеннен Маккарті    | 2–6, 6–7(6)   |
| Перемога  | 2.   | 4 листопада 1990 | Мекнес, Марокко     | Ґрунт    | Джина Ніланд      | Барбара Колле Julie Foillard     | 7–5, 6–3      |
| Перемога  | 3.   | 23 червня 1991   | Авейру, Португалія  | Тверде   | Крістін Джонкоскі | Хрістіна Захаріду Софія Празеріс | 6–0, 2–6, 6–2 |
| Перемога  | 4.   | 30 червня 1991   | Ковілян, Португалія | Ґрунт    | Крістін Джонкоскі | Олів'я Де Камаре Мелані Бернард  | 6–1, 6–3      |
| Поразка   | 2.   | 11 жовтня 1992   | Дублін, Ірландія    | Тверде   | Джина Ніланд      | Лусі Ал Джулі Салмон             | 5–7, 5–7      |